# Tempio di Giove Toro
Il tempio di Giove Toro è un tempio romano della città di Canosa, in provincia di Barletta-Andria-Trani.
Venne innalzato nel corso del rinnovamento monumentale della città sotto Antonino Pio, in occasione dell'erezione a colonia (con il nome di Colonia Aurelia Augusta Pia Canusium), per impulso di Erode Attico.
I resti del tempio, la cui presenza era nota già agli eruditi locali del Settecento, sono stati scavati a partire dal 1978.
Il tempio era periptero, con sei colonne sulla fronte ("esastilo") e dieci colonne lungo i lati lunghi. Era innalzato su un podio con paramenti in laterizio al quale si accedeva da una scalinata sulla fronte. Era circondato da portici con un'esedra.
Il tempio era sorto al di sopra di un edificio di cui restano ambienti affrescati e pavimentati a mosaico, della prima metà del I secolo, probabilmente un edificio pubblico eliminato in occasione della costruzione del complesso monumentale. Un quartiere di abitazioni a ridosso dell'area monumentale fu distrutto da un incendio poco prima dell'edificazione. In epoca successiva la zona ritornò ad essere un quartiere di abitazione.
Intorno al tempio era stato eretto un portico con esedra che ospitava delle statue onorarie i cui spazi vennero trasformati a partire dal IV secolo  per realizzarvi strutture abitative.
Al tempio venne attribuita una dedica a Giove in seguito al ritrovamento di una statua raffigurante il dio. L'attributo "Toro" deriva invece da un toponimo medioevale, con il significato di "zona sopraelevata".